# Still Life (игра)
«Still Life» — компьютерная игра в жанре квест, разработанная студией Microids. Игра была выпущена в продажу в 2005 году. «Still Life» является продолжением квеста «Post Mortem» 2003 года. К числу особенностей игры относится перемещение действия из настоящего времени в прошлое и обратно по ходу повествования, а также возможность играть за двух персонажей.
В 2009 году вышло продолжение «Still Life 2».

## Игра
В отличие от «Post Mortem», являющейся квестом от первого лица, «Still Life» стала игрой от третьего лица. Игра даёт представление о работе как ФБР, где необходимо находить улики, допрашивать свидетелей, узнавать мнения судмедэкспертов, так и частного детектива, вынуждая взламывать замки, обыскивать канализацию, сотрудничать с преступниками и проститутками. В поисках убийцы сыщикам будут помогать и новейшие устройства в настоящем, и типичный арсенал частного детектива в Праге прошлого. Строгий рейтинг «18+» обусловлен тем, что в процессе расследования игрок сталкивается с кровавыми и жестокими сценами убийств. Правая кнопка мыши позволяет переключаться во время диалога с деловых тем на личные, что никак не влияет на динамику отношений между персонажами, в отличие от «Post Mortem». Графика представлена трёхмерными объектами на двухмерных фонах. 

Игра построена на движке Virtools, так же, как Post Mortem и некоторые другие игры от Microïds.

## Сюжет
Действие игры начинается в 2004 году. Главная героиня игры — агент ФБР Виктория МакФерсон расследует серию кровавых убийств проституток в Чикаго. Совершено уже пятое по счёту убийство, но ФБР так и не нашло зацепок. Вернувшись домой, Виктория находит дневник своего деда — Густава, который был частным детективом и расследовал похожие убийства в Праге в 20-х годах прошлого столетия.
В процессе игры игроку предстоит переключаться между этими двумя эпохами, и играть попеременно то за Густава, то за Викторию, чтобы выяснить связь между событиями 70-летней давности и преступлениями в настоящем. В обоих случаях убийца носил тёмный плащ, цилиндр и серебряную маску, и его жертвами всегда становились проститутки.
В конечном итоге, Густав определяет человека, виновного в жестоких убийствах в Праге, но убийце удаётся сбежать от правосудия и скрыться в Америке. Но Густав заплатил за это дорогой ценой — его возлюбленная погибает от рук убийцы, а он сам женится на молодой проститутке, которая, благодаря действиям детектива, избежала страшной участи. Все свои убийства маньяк изображал на картинах, указывая и место и время. По этим важным уликам, Виктория делает определённые выводы насчёт убийцы, ведь тот, кто умеет писать картины, должен быть и достаточно образованным. Позже Виктория узнаёт, что в 1956 году аналогичные убийства произошли также и в Лос-Анджелесе, куда она планирует совершить поездку, чтобы побольше узнать об этом деле.

## Персонажи

### Главные герои
- Виктория МакФерсон — агент ФБР. Ведёт дело о серийном убийце. Внучка частного детектива Густава МакФерсона. Происходит из состоятельной семьи. Живёт с отцом. Мать умерла. Хочет казаться серьёзной и суровой, но дома снимает личину крутого агента ФБР и становится обычной молодой девушкой. В ходе расследования дела о потрошителе проституток, находит дневник деда, описывающий события, слишком сильно напоминающие последние убийства. Но как события 70-летней давности связаны с преступлениями в начале третьего тысячелетия?
- Густав МакФерсон — частный детектив. После событий в Париже, описанных в Post Mortem, был вынужден перебраться в Прагу. Продолжает расследовать преступления. Иногда пренебрегает законом, но поддерживает хорошие отношения с полицией. Встречается с проституткой, ждущей от него ребёнка. Но вдруг город потрясает серия убийств «ночных бабочек». И возлюбленная Гаса просит его раскрыть ужасные убийства…
- Перловский Потрошитель — убийца проституток в Праге 20-х годов XX-го века. Обставляет сцены преступления как художественные произведения. Носил длинный чёрный плащ, высокий цилиндр и серебряную маску с узорами.
- Убийца в маске — Подражатель Перловского Потрошителя в современном Чикаго. Убивает девушек лёгкого поведения, повторяя сюжеты картин художника Марка Аккермана. Так же носит маску с цилиндром и плащ.

## Отзывы
| Сводный рейтинг | Сводный рейтинг | Сводный рейтинг |
| Издание         | Оценка          | Оценка          |
| Издание         | PC              | Xbox            |
| --------------- | --------------- | --------------- |
| GameRankings    | 75,77 %         | 68,68 %         |